# باولو روبرتو دي أوليفيرا جونيور
باولو روبرتو دي أوليفيرا جونيور (بالبرتغالية: Paulo Roberto de Oliveira Júnior‏) هو لاعب كرة قدم برازيلي في مركز الوسط، ولد في 11 أغسطس 1977 في ساو جواو دي ميريتي في البرازيل. لعب مع Pattaya United F.C. (2008) ‏.